# ザ・ニンジャウォーリアーズアゲイン
『ザ・ニンジャウォーリアーズアゲイン』は、1994年1月28日に日本のタイトーから発売されたスーパーファミコン用横スクロールアクションゲーム。日本国外では“アゲイン”が付かない『The Ninja Warriors』のタイトルで発売された。
3名の主人公いずれかを操作し、政府軍および独裁者バングラーを倒す事を目的としている。同社のアーケードゲーム『ニンジャウォーリアーズ』（1988年）のリメイク作品であり、グラフィックの強化の他、キャラクターや技などが追加されている。
2019年にはNintendo SwitchおよびPlayStation 4向けに再リメイク作『ザ・ニンジャウォーリアーズ ワンスアゲイン』が配信された。

## 概要
ストーリーはアーケード版と同じく独裁者バングラーをマルク率いる革命軍に造られた和風アンドロイドが暗殺する、というものでエンディングの内容もアーケード版を意識したものとなっている。
原作のアーケード版は3画面モニターを使用した特殊筐体であったが、同じ3画面ゲームである『ダライアス』（1987年）のスーパーファミコンでのオリジナル作品である『ダライアスフォース』（1993年）に続く、アーケードゲーム原作のスーパーファミコン独自の作品となった。
開発はナツメが行い、企画は後に『新機動戦記ガンダムW ENDLESS DUEL』（1996年）を手掛けた谷口俊一、プログラムは『ワイルドガンズ』（1994年）を手掛けた宮部寿保、音楽は『奇々怪界-謎の黒マント-』（1992年）および『奇々怪界-月夜草子』（1994年）を手掛けた岩月博之が担当している。

## ゲーム内容

### システム
全8ステージ。難易度はNORMAL・HARDの2つから選べる。アーケード版と違いキャラクターを選んだ後ゲームが開始する。プレイアブルキャラはKUNOICHI・NINJAの他、「KAMAITACHI」という新キャラが追加された。十字キー・Yボタン（攻撃）・Bボタン（ジャンプ）・Xボタン（ボンバー）でキャラを操作する。ゲーム内容はアーケード版と同じく残機無しのライフ制で、ライフが無くなるもしくは制限時間が無くなるとゲームオーバーとなり、コンティニューすると特定の復活ポイントまで戻される。なお、コンティニューは無限にすることが可能。そのほかアーケード版と同様に攻撃ボタン押しっぱなしによるガード・ガードからの宙返り・しゃがみが存在するが、手裏剣投げ・破損描写・2人同時プレイは削除されている。アーケード版と同じく奥行き無しの2Dアクションゲームであるが、攻撃ボタン連打からの連続技・ジャンプ攻撃・多彩な掴み技などゲーム性はベルトスクロールアクションゲームのそれである。また、キャラにより性能も大きく異なる。一部背景のオブジェクトは投げ技で壊すことが可能だが、これは最後のボス戦で重要な意味を持つ。
『ワンスアゲイン』ではさらに「YAKSHA」「RAIDEN」が操作キャラとして追加。制限時間はなくなり、代わりにノーコンティニュー状態でのステージクリアまでの時間が数えられる。また、『アゲイン』で削除されていた原作BGM・2人同時プレイ復活、ワイド画面対応、人間キャラが特定の攻撃を受けた・倒された際のエフェクトカラーを血の色に変更可能、ステージ4の敵ヘリコプター（ドアガンナー）が近未来な戦闘ヘリコプターとなった。

### パワーゲージ
本作で独自に追加された要素。時間経過と共にゲーム画面下のBLASTERと表記されたゲージが少しずつ溜まっていき、MAX時にXボタンを押すとゲージを全て消費して画面ほぼ全体を攻撃するボンバーを行う。また、ゲージがMAXの際連続攻撃のフィニッシュ時に方向キーの上ボタンを押したままにする事で、ゲージを5つ消費して敵のガードを突き破り攻撃範囲が広いキャラ固有の必殺技であるブラスターを出す事が可能。なお、MAXになる前に敵の攻撃によってダウンさせられるとゲージは0に戻ってしまう。ただしMAXの時は敵にダウンさせられても0になる事は無い。
『ワンスアゲイン』では表記がBATTERY、ブラスターがチャージフィニッシュに変更。2人同時プレイの際はライフと共に2キャラで共有し、MAXになる前にどちらかが敵の攻撃によってダウンさせられると0に戻ってしまう。また、新たに追加された必殺技として上を押しっぱなしにして構えている最中に□ボタンを押すと、ゲージを一定量消費して敵がガード不能なチャージアタックを出せる。チャージアタックは各キャラ毎に攻撃が大きく異なる。

### アイテム
投擲アイテムはNINJA・RAIDEN以外は持ち上げた場所から移動不可。
- オートバイ・コンピュータ・大理石のベンチ・サーチライト・全地形対応車・豆戦車・コンクリートのバリケード - 敵に投げつけて攻撃する。ベンチは3回、その他は2回まで投げることができる。
- コンテナ - 敵に投げつけて攻撃する。2回まで投げることができ、中にライフ回復アイテムが入っていることがある。
- ライフ回復アイテム - 大、中、小の3種類が存在する。大は全回復、中は半分、小は4分の1回復させる。
- ガスボンベ - 敵に投げつけて攻撃する。2回まで投げることができ、2回目に投げた際大爆発して画面内の敵全てにダメージを与える。
- 機雷 - 敵に投げつけて攻撃する。投げた際爆発して敵にダメージを与える。1回しか投げられない。

## キャラクター

### プレイアブルキャラクター
KUNOICHI（クノイチ）H-5.58ft(170cm) ・W-143lb(65kg)
バランスタイプ。外見・性能ともにアーケード版のKUNOICHIに近い。女性型のアンドロイドで、プレイキャラの中では最も標準的な性能を持つ。苦無・刀による攻撃、飛び蹴りの他、敵を左右に投げる「電撃なげ」、上方に投げる「髪なげ」、掴んだ相手の腹部を連続で殴る「腹突き」といった掴み技を持つ。パワーゲージMAX時に出せる特殊攻撃は、刀を構えて高速で突進する「疾風斬り」。
『ワンスアゲイン』では原作に存在した手裏剣攻撃がチャージアタックとして復活し、デザインも瞳がない無機質なものに変更している。
NINJA（ニンジャ）H-6.89ft(210cm) ・W-1540lb(700kg)
パワータイプ。アーケード版のNINJAとは外見・性能ともに大きく異なる。巨漢型のアンドロイドで、スピードは無いがパワーはある。ニュートラル状態でBボタンを押すとその場でジャンプ、方向キーを左右を入れながらBボタンで横に高速移動しながらのショルダータックルと、操作にややクセがある。パンチ、キック、ヌンチャクによる攻撃の他、敵を放り投げる「パワースルー」、敵の上半身を掴んでのジャイアントスイングを放つ「パワースイング」、強力なアトミックドロップを放つ「パワークラッシュ」といった投げ技を持つ。パワーゲージMAX時に出せる特殊攻撃は、爆炎により敵を攻撃する「ニンジャブラスター」。
KAMAITACHI（カマイタチ）H-6.07ft(185cm) ・W-220lb(100kg)
スピードタイプ。本作で新たに追加されたキャラ。移動速度が速く、両腕や体に刃物が内蔵されており、それによる連続斬りつけ攻撃が得意。他のプレイキャラとは違いいきなり敵を掴む事ができず、コンボを経由する必要がある。攻撃を当てた後方向キーを押しながら攻撃ボタンを押す事によって初めて敵を投げられるため、投げ技を使いこなすにはある程度テクニックが必要。投げ技は、相手を自分の後方に投げ飛ばす「トルネードスルー」と、掴んだ相手を前方に蹴り飛ばす「ロングレンジシュート」の2つ。パワーゲージMAX時に出せる特殊攻撃は、体に内蔵された刃を突き出す「ヒートクロー」。
YAKSHA（ヤシャ）H-155cm・W-50kg
テクニカルタイプ。『ワンスアゲイン』で新たに追加されたキャラ。初期段階では使用できないがゲームを1回クリアすると使用可能になる。2体目の女性型でプレイキャラ中最も小柄である為、一部の攻撃を回避し易くしゃがみやスライディングでさらに屈みながら攻撃できるが、重量と見た目に反して移動は重く通常のジャンプも低い。飛び道具を有さないが、伸縮自在のフレキシブルアームを使い、地形を掴むことで大きく跳躍したり、遠くの敵を掴んで投げたり、伸ばしたアームを貫通させ複数の敵を巻き込むことができる。パワーゲージ関連のコストが低く性能に優れる半面、通常攻撃の初撃のリーチや掴みの猶予が短いシビアな面も持つ。
RAIDEN（ライデン）H-400cm・W-32tons
ヘビータイプ。『ワンスアゲイン』で新たに追加されたキャラ。初期段階では使用できないがゲームを2回クリアすると使用可能になる。NINJAの倍を超える大型プレイキャラでパワーと耐久力は高く、攻撃範囲も広いが、小回りが利かないため振り向きに少し時間がかかる。その巨体故にほとんどの攻撃を回避できないが、他のキャラと同じく防御でカバーは可能。パワーゲージを使用することで複数の敵を同時に掴み投げすることが可能。変形機能があり、格闘と投げに特化した人間型のクラッシャーモードと、複数の射撃に特化した飛行可能な鳥型のブラスターモード（射撃と飛行毎にパワーゲージを消費、かつ変形中は回復しない）を使い分ける事も可能。

### 敵

#### 雑魚
ナイフアーミー
バングラー軍の兵士。本作で最も弱い雑魚。大量に出現し、ナイフによる突き刺し攻撃を行なう。ほぼ一撃で倒す事が可能。
マシンガンアーミー
マシンガンを所持した兵士。若干耐久力が高い。距離が離れると銃撃してくるが、弾速が遅い。接近すると銃床による殴り攻撃を行い、手榴弾を投げてくることもある。
スネーク
ベレー帽を被った兵士。マシンガンアーミーと同じく若干の耐久力を持つ。パンチ・キック等の近接戦闘を得意としている。
パンサー
「スネークの強化版」といえる敵で、同じくパンチ・キック攻撃を仕掛けてくる。スネークよりもスピードに優れ耐久力も高い。
フォックス
スーツを着た東洋系の特殊工作員。キック・飛び蹴り・攻撃力の高い投げ技を使用してくる。
ピューマ
仮面を被り、パワードスーツのようなものを着込んだ小柄な兵士。後半ステージから登場する。非常に俊敏で、画面内を高速で移動する。殴り・膝蹴り・高速のスライディングで攻撃してくる。また、体色が変わっている間は掴むことができなくなる。
シャドーマン
バングラー配下の忍者軍団の下忍。鬼の面を被り、忍者装束に身を包んでいる。両手に持つ苦無で攻撃してくる。白い装束の者は他の者に比べ、耐久力が高い。
くのいち
敵忍者軍団のくノ一。身軽な動きでこちらを翻弄する。両手に持つ刀と飛び蹴りによるリーチの長い攻撃を仕掛けてくる。また、こちらの攻撃をガードしてくることがある。青い髪の者は他の者に比べ、耐久力が高い。
さる
小柄な忍者。くのいちと同じく身軽な動きを持つ。手に鉤爪のついた手甲をはめており、それによる突き・飛びつき攻撃・回転攻撃を使用してくる。
化忍
兜を被った巨漢の忍者。攻撃力が高く、殴り・タックル・ジャンプからのかかと落とし・強力な掴み攻撃などの技を持つ他、大ジャンプでこちらとの間合いを一気に詰めてくる事がある。赤い服の者は他の者に比べ、耐久力が高い。
火炎忍者
赤い忍者装束と長い金髪が特徴的な忍者。口からガード不可能の炎を吐く他、瞬間移動の能力も持つ。
ゴーレム
巨大な人型ロボット兵。前面の装甲が硬く、前からの攻撃を無効化する。ダメージを与えるには投げ技・背後からの攻撃・ガードを突き破る特殊攻撃を使う・物や敵を投げつけるなどの方法をとらなければならない。腕を伸ばしての殴り攻撃・頭部前面からのレーザー発射・掴んだ後至近距離でレーザーを放つ攻撃をする。ある程度ダメージを与えると頭部が吹き飛びレーザーを使用してこなくなるが、移動速度が速くなり掴み攻撃が放り投げへと変化する。赤いボディのものは他のものに比べ、耐久力が高い。
3SVO II（スリーエスブイオーII）
小柄な警備ロボット。うろうろしており、時折レーザーを発射してくる。
無人航空機
『ワンスアゲイン』で新たに追加されたキャラ。中央辺りから、爆発する弾を3連射してくる。

#### ボス
ギガント
ステージ1のボス。人間の姿をした巨大なロボット兵。殴り・蹴り攻撃をしてくる。なお、ステージ5とファイナルステージでは中ボスとして登場する。
『ワンスアゲイン』では更に大型化しており、同じサイズのRAIDENでしか投げられない。
チェンソーブル
ステージ2のボス。兵器工場の工場長で、巨大なチェーンソーを手にした巨漢。チェーンソーによる斬りつけを行う他、素早い動きで一気にこちらとの間合いを詰めてくる。
幻幽鬼（げんゆうき）やもり
ステージ3のボス。忍者軍団ではNo2の実力の持ち主。ボスの中では唯一単身で戦いを挑んでくる。素早い動きからの突き、壁に張り付いて爆弾をばら撒くといった攻撃を仕掛けている。また、自分の姿を周りに溶け込ませほぼ透明になる能力を持っている。
『ワンスアゲイン』では雑魚も出現する。
シルバーマン
ステージ4のボス。バングラー軍の司令官。ベレー帽と眼帯、白いスーツを着用している。杖による殴り攻撃の他、トランシーバーでレーザー衛星に指示を送り上空から極太レーザーを発射させて攻撃してくる。また、画面上部を移動している時はこちらの攻撃を一切当てることができない。
十兵衛（じゅうべえ）
ステージ5のボス。忍者軍団の頭領。屈強な見た目とは裏腹に95歳と高齢である。手刀、飛び蹴り、投げ技、爆炎による攻撃、瞬間移動を行う。
フォボス＆ダイモス
ステージ6のボス。「強化版ギガント」といえるロボット兵。スピードが強化されており、2体1組で襲い掛かってくる。ギガントと同じく殴り・蹴り攻撃の他、掴みからの投げ・高速のスライディング攻撃も行う。なお、体力ゲージを2体で共有している為どちらかを倒せばもう一方も倒すことができる。
『ワンスアゲイン』ではギガント同様更に大型化しており、やはり同じサイズのRAIDENでしか投げられない。また、何故かフォボスはギガントとほぼ同じカラーリングになっている。
ゼロス
ステージ7のボス。緑色の体を持つ生物兵器。動きは非常に素早く、画面内を高速で動き回る。腕を伸ばしての殴り・掴み攻撃・しゃがんでからのキック・回転キック攻撃を仕掛けてくる。
バングラー
ファイナルステージのボスであり、最後のボス。原作とは違い専用の機械に乗り込み、無限に出現する雑魚と一定時間毎に発生する壁のようなバリアで攻撃してくる。投げ技で雑魚を操縦席に当てる事によって始めてダメージを与えられる。なお、ボスはガードをできるがバングラーはできない。
『ワンスアゲイン』ではバリアが増えており天井の2つの砲台からのレーザー攻撃も行う。

## 他機種版
| No. | タイトル                                  | 発売日                                                   | 対応機種                      | 開発元                                | 発売元                       | メディア     | 型式 | 備考                                      | 出典        |
| --- | ----------------------------------------- | -------------------------------------------------------- | ----------------------------- | ------------------------------------- | ---------------------------- | ------------ | ---- | ----------------------------------------- | ----------- |
| 1   | ザ・ニンジャウォーリアーズ ワンスアゲイン | 2019年7月25日 2019年8月30日 2019年8月31日 2019年10月15日 | Nintendo Switch PlayStation 4 | ナツメアタリ (TENGO PROJECT) タイトー | タイトー ARC GmbH ININ Games | ダウンロード | -    | 同年7月18日よりあらかじめダウンロード開始 | [ 5 ] [ 6 ] |

## スタッフ
- 企画：谷口俊一
- プログラマー：宮部寿保
- グラフィック・デザイナー：谷口俊一、新保孝、わだしんや
- サウンド：岩月博之、楯直樹
- ソフトウェア・サポート：たなかあつし、岩月博之、小室裕達
- スペシャル・サンクス：M.MATSUMOTO、いしはらかずひこ、H.AUTUMN、JIM YAJIMA

## 評価
ゲーム誌『ファミコン通信』の「クロスレビュー」では、8・7・7・7の合計29点（満40点）、『ファミリーコンピュータMagazine』の読者投票による「ゲーム通信簿」での評価は以下の通り、20.1点（満30点）となっている。
| 項目 | キャラクタ | 音楽 | お買い得度 | 操作性 | 熱中度 | オリジナリティ | 総合 |
| 得点 | 3.5        | 3.4  | 3.1        | 3.8    | 3.1    | 3.2            | 20.1 |